# Пилип (апостол)
Пили́п (Фили́п, також зустрічається грецька форма Філі́пп, бл. 5, Віфсаїда — бл. 80, Єраполь) — один з 12 апостолів Ісуса Христа, уродженець міста Віфсаїди (Галілея).

## Євангелія
Пилип був обраний Христом одним з дванадцяти апостолів та згаданий у всіх чотирьох Євангеліях та Діяннях апостолів. Євангелісти Матвій, Марко та Лука (Мт.10:2-4, Мк.3:14-19, Лк.6:13-16, Дії 1:13) лише згадують ім'я Пилипа у списку серед імен інших апостолів.

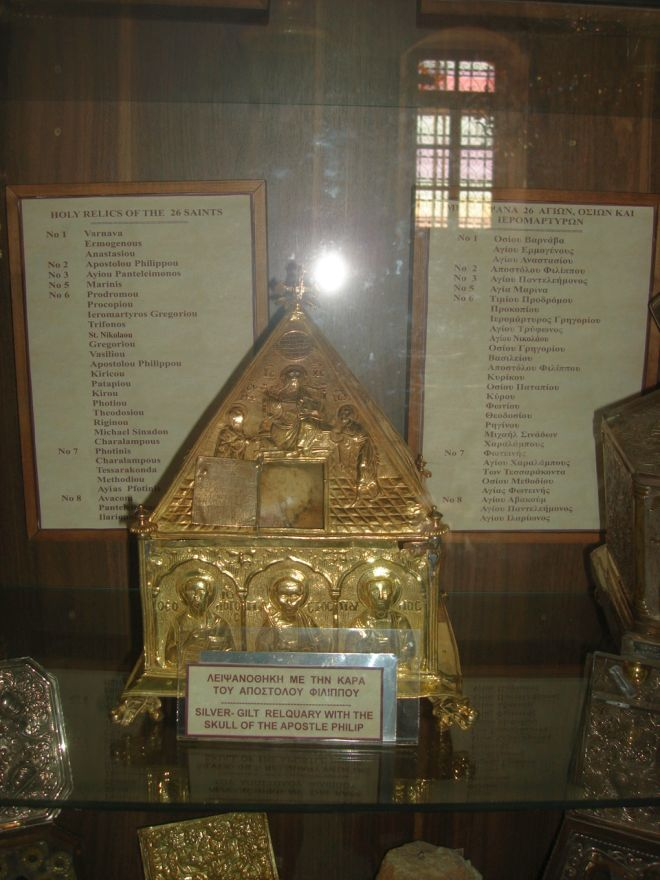
Голова (мощі) святого апостола Пилипа в селі Омодос на Кіпрі (у срібній скрині з позолотою, напис грецькою та англійською), ліворуч у церкві Монастиря Святого Хреста

Іван Богослов, на відміну від них, повідомляє нам про участь Філіппа в декількох деталях подій євангельської історії:
- Пилип із Віфсаїди Галілейської, рідного міста двох інших апостолів Андрія та Петра (Ів. 1:44).
- Пилип привів Натанаїла до Ісуса Христа, Який проте бачив його раніше під смоківницею (Ів. 1:45-48).
- Ісус випробовує Пилипа в розмові на початку чуда помноження хлібів[3].
- Апостол Пилип, що має грецьке ім'я, виступає посередником для греків, які хочуть доступитися у Храмі до Ісуса Христа[4].
- Останній раз Євангеліє від Івана передає запитальні слова Пилипа до Ісуса Христа у 14 главі під час Тайної вечері: «Господи, покажи нам Отця, і вистачить для нас.». На що Ісус йому відповідає «Скільки часу я з вами, — каже Ісус до нього, — а ти мене не знаєш, Филипе? Хто мене бачив, той бачив Отця….»[5].

## Християнська традиція
Після Вознесіння Христа Апостол Пилип проповідував Слово Боже в Галілеї, супроводжуючи проповідь чудесами. Так він воскресив маленьку дитину, яка померла на руках у матері. Пройшов апостол Філіпп Грецію, Сирію, Малу Азію, Лідію, Місію, всюди проповідуючи Євангеліє.
Прибувши в місто Єраполіс (Фригія), за наказом правителя Анфіпата був схоплений і розіп'ятий на хресті. 27 липня 2011 року в місцині Памуккале, де у давні часи було містечко Єраполіс (сучасне турецьке місто Денізлі), археологи на чолі з Франческо д'Андріа відшукали можливе поховання апостола. Його знайшли серед руїн старої церкви. За іншими відомостями полем його місійної діяльності також була і Скіфія на території сучасної України.

## Свято Апостола Пилипа: Пилипівка
Свято Пилипа — це останній день напередодні посту, 14 листопада. У кожній оселі готували чимало смаковитих страв — борщ, локшину, пиріжки, вареники, смажене м'ясо, птицю. За давнім звичаєм, до батьків обов'язково мали прийти «на вечерю» дочки із зятями, котрі недавно пошлюбувалися, а також запрошували кумів та одиноких сільчан.
Слово по слову, і в гурті зав'язувалася цікава розмова про врожай, господарські статки, молоді літа. А тим часом вправні руки господині швидко сервірували стіл. Всі сідали за вечерю. Співали пісень. Пилипівські вечорниці, як правило, тривали за північ, а коли надходив час розходитися по домівках, молодиці зголошувалися про сходки — після Пилипа можна було починати прясти кужіль на полотно.
На Заговини збиралися також хлопці й дівчата. Тим, хто не встиг заслати сватів або не дочекався їх, доводилося продовжувати парубкування та дівування. У таких випадках казали: «Пилип не до всіх прилип». Якщо для жінок Різдвяний піст, що триває до Різдва, — найвідповідальніший для прядива, то чоловікам належало удосталь заготовити на зиму дров: як-не-як, з цього часу морози й заметілі. Тому й жартували: «Як хочеш лози, то в Пилипівку вози».
Отже, після дня Пилипа починав свій відлік Різдвяний піст.
Піст вводив обмеження не лише на їжу, а й на одяг, крім цього, суворо обумовлювалися правила поведінки. Так дівчатам у піст заборонялося носити сережки й стрічки, жінкам — одягати сорочки з червоною вишивкою. І, можливо, через оті строгощі такими очікуваними й радісними були зимові святки. Під цю пору припадає найкоротше сонцестояння, а тому, як слушно мовить прислів'я: «У Пилипівку день — до обіду».

## Вшанування пам'яті
В Єраполі, де загинув апостол Пилип, на місці його смерті було споруджено церкву, що стала місцем паломництва християн усього світу.

## Канонізація
Його канонізували ще перші християни.